# 오토매틱 (기업)
오토매틱(Automattic)은 2005년 8월 창립된 미국의 기업으로 주요 제품으로 워드프레스 호스팅을 제공하는 워드프레스닷컴이 있다. 회사의 이름은 창업자 맷 멀렌웨그의 이름과 자동의- 라는 뜻을 가진 단어인 automatic을 합쳐서 만들었다.